# Maniltoa polyandra
Maniltoa polyandra là một loài thực vật có hoa trong họ Đậu. Loài này được (Roxb.) Harms miêu tả khoa học đầu tiên.